# Nivillac
Nivillac (bret. Nivilieg) – miejscowość i gmina we Francji, w regionie Bretania, w departamencie Morbihan.
Według danych na rok 1990 gminę zamieszkiwało 3101 osób, a gęstość zaludnienia wynosiła 56 osób/km² (wśród 1269 gmin Bretanii Nivillac plasuje się na 168. miejscu pod względem liczby ludności, natomiast pod względem powierzchni na miejscu 56.).